# تاج‌آباد ۲ (بردسیر)
تاج‌آباد دو یک روستا در ایران است که در شهرستان بردسیر واقع شده‌است.